# 씰룩 왕국
씰룩 왕국(Shilluk Kingdom)은 오늘날의 남수단의 백나일강 좌안에 위치했던, 루오-나일족 계통의 민족인 씰룩인들의 국가다. 오늘날의 파쇼다에 수도와 왕궁이 있었다. 15세기 하반기에 니이캉이라는 왕이 건국했다고 전한다. 씰룩인들은 나일족 민족 가운데 유일하게 중앙집권된 왕국을 건국하는 데 성공했고, 18세기 말엽에서 19세기 초엽에 북쪽의 이웃나라 푼즈 술탄국이 쇠락함에 따라 국력이 최고조에 달했다. 하지만 19세기 들어 오스만 제국의 침공으로 인해 국력이 쇠했고 1860년대에 멸망했다.